# Brasão de armas do Vaticano
O brasão da Cidade do Vaticano é o brasão de armas utilizado pela Cidade do Vaticano, originalmente adotado pela Lei Fundamental do Estado da Cidade do Vaticano em 7 de junho de 1929. Esse brasão é definido por lei como apresentando a chave de prata em posição diagonal (em banda) e a chave de ouro em posição diagonal oposta (em banda sinistra).

## História
O brasão da Cidade do Vaticano é descrito no Anexo B da Lei Fundamental do Estado da Cidade do Vaticano de 2023.
Anteriormente, ele era descrito sob o título "Anexo B. Brasão oficial do Estado da Cidade do Vaticano", no artigo 20 da Lei Fundamental em vigor desde 22 de fevereiro de 2001. Essa lei de 2001 repete o conteúdo do artigo 19 da Lei Fundamental original adotada em 7 de junho de 1929.

## Simbolismo
- As chaves de ouro e prata cruzadas remetem às chaves do reino dos céus prometidas por Jesus a São Pedro, com autoridade para ligar e desligar (Mateus 16:18–19). A chave de ouro simboliza o poder espiritual do papa, e a chave de prata simboliza o poder temporal.[6] As chaves entrelaçadas com a tiara papal também significam o poder do Papa sobre o Estado do Vaticano e sobre a religião.
- A tripla coroa (a tiara papal) representa "os três poderes do Sumo Pontífice: Sagradas Ordens, Jurisdição e Magistério", em outras palavras: as funções de "supremo sacerdote", "supremo pastor" e "supremo professor".
- A cruz de ouro que encima a tripla coroa simboliza a crucificação de Jesus.